# Cryptocladocera pichilinguensis
Cryptocladocera pichilinguensis là một loài ruồi trong họ Tachinidae.